# Memorial Gates

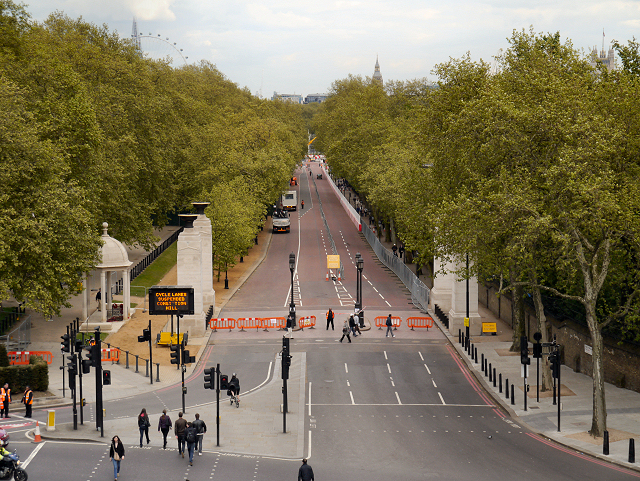
Vista de Memorial Gates y Constitution Hill desde el Wellington Arch.

Las Memorial Gates (literalmente, «puertas conmemorativas») son un memorial de guerra situado en el extremo de Hyde Park Corner de Constitution Hill en Londres (Reino Unido). También conocidas como Commonwealth Memorial Gates, recuerdan a los soldados del Imperio británico procedentes de cinco países del subcontinente indio (India, Pakistán, Bangladés, Nepal y Sri Lanka), así como de África y del Caribe, que combatieron por el Reino Unido en la Primera y la Segunda Guerra Mundial. El memorial fue inaugurado en 2002 por la reina Isabel II.

## Inscripciones
La inscripción principal reza:

En memoria de los cinco millones de voluntarios del subcontinente indio, de África y del Caribe que combatieron por el Reino Unido en las dos guerras mundiales.

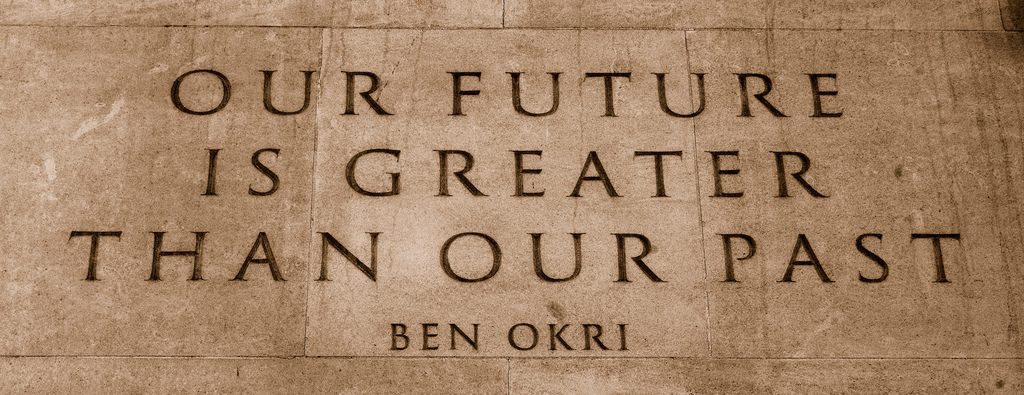
La cita de Ben Okri grabada en el memorial.

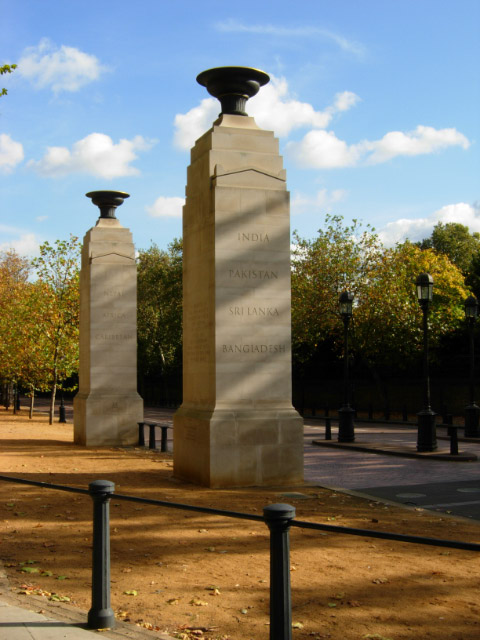
Dos de los pilares del memorial.

Una inscripción más corta reproduce las palabras del escritor y poeta nigeriano Ben Okri:

Nuestro futuro es más glorioso que nuestro pasado.

## Losas de las campañas

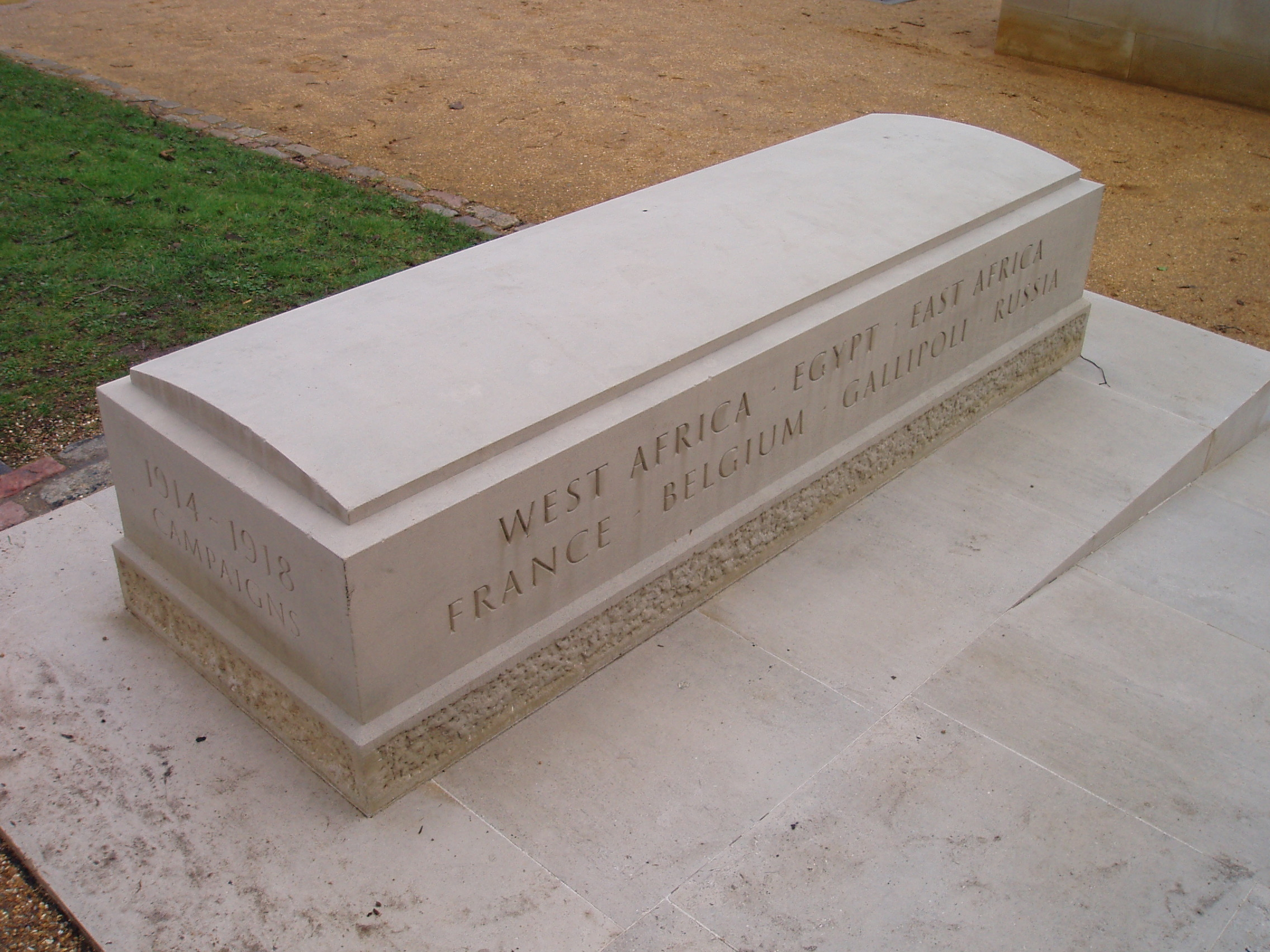
La losa con las campañas de la Primera Guerra Mundial.

En el lado de Green Park de las Memorial Gates hay dos losas de piedra, una a cada lado del pabellón, que tienen inscritos los nombres de varias de las campañas en las que lucharon fuerzas del Imperio británico:
Primera Guerra Mundial
- África Occidental (Campaña de África Occidental)
- Egipto (Campaña del Sinaí y Palestina)
- África Oriental (Campaña de África Oriental)
- Francia (frente occidental)
- Bélgica (frente occidental)
- Galípoli (Campaña de Galípoli)
- Rusia (Campaña del Cáucaso)

Segunda Guerra Mundial
- India (Operación U-Go)
- Birmania (Campaña de Birmania)
- Malasia (Campaña de Malasia)
- Singapur (Batalla de Singapur)
- Persia (Invasión anglosoviética de Irán)
- Hong Kong (Batalla de Hong Kong)
- Indias Orientales Neerlandesas (Campaña de las Indias Orientales Neerlandesas)

## Pabellón conmemorativo

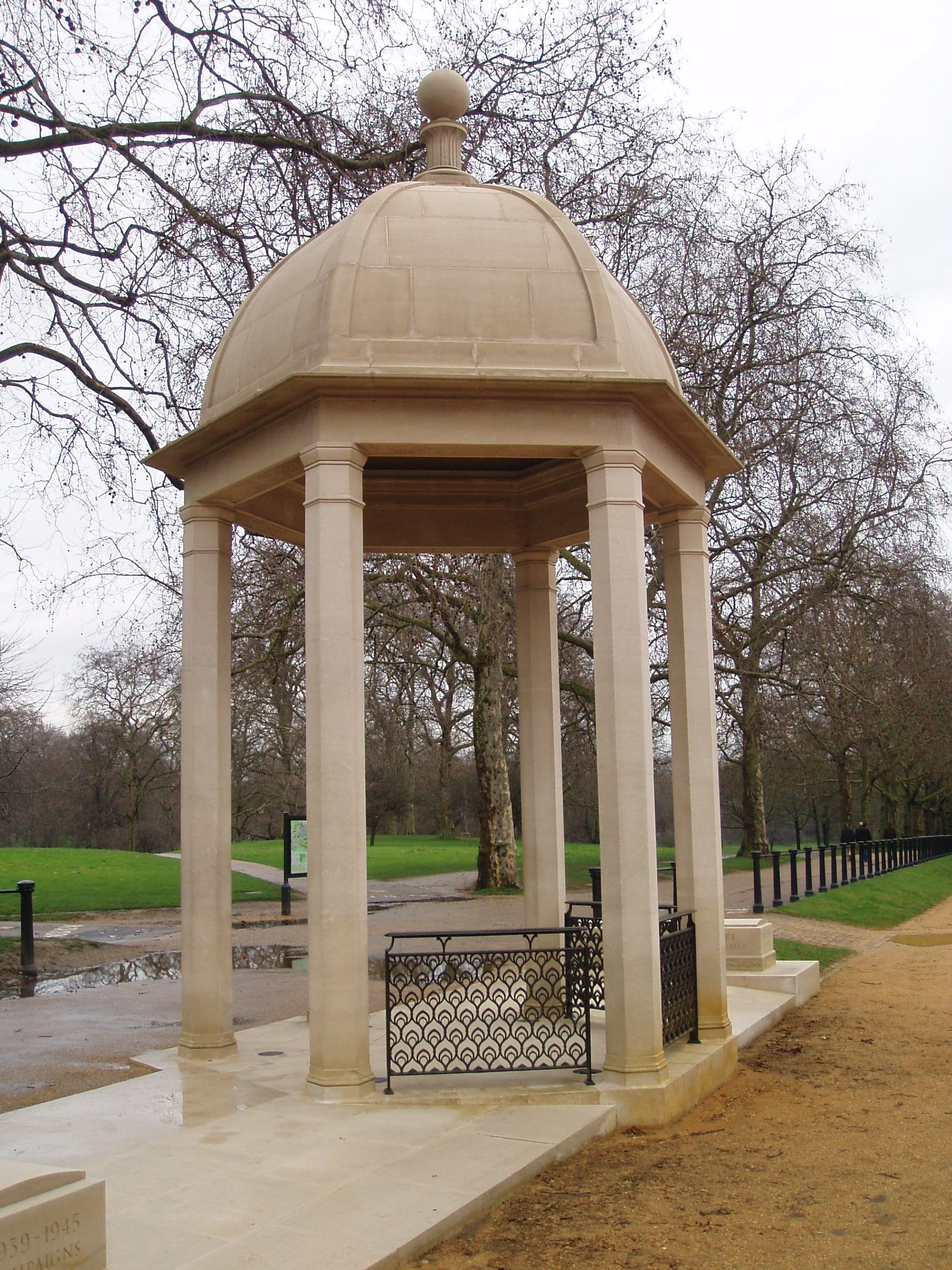
El pabellón conmemorativo en el lado de Green Park.

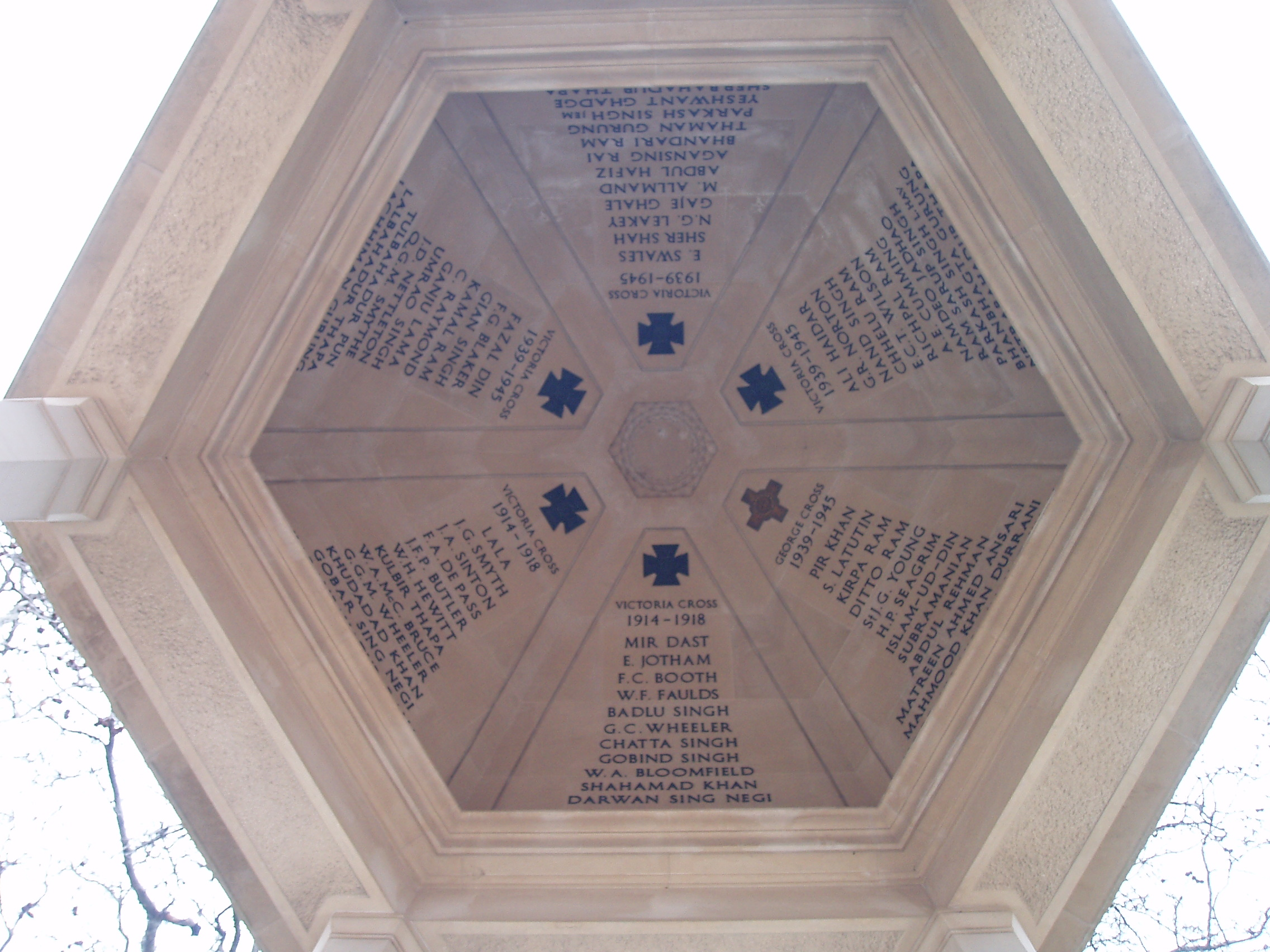
Los nombres de los condecorados con la Cruz Jorge y la Cruz Victoria, en la cúpula del pabellón.

El pequeño pabellón conmemorativo, también situado en el lado de Green Park de Constitution Hill, tiene grabada una lista de aquellos de las regiones indicadas que fueron condecorados con la Cruz Jorge (GC) o la Cruz Victoria (VC) en las dos guerras mundiales. Los setenta y cuatro nombres están grabados en el interior de la cúpula del pabellón. Entre ellos, hay veintitrés condecorados con la Cruz Victoria por la Primera Guerra Mundial, doce condecorados con la Cruz Jorge por la Segunda Guerra Mundial, y treinta y nueve condecorados con la Cruz Victoria por la Segunda Guerra Mundial.

### Cruces Victoria de la Primera Guerra Mundial
- Lala
- J. G. Smyth
- J. A. Sinton
- F. A. de Pass
- J. F. P. Butler
- W. H. Hewitt
- Kulbir Thapa
- W. A. McC. Bruce
- G. G. M. Wheeler
- Khudadad Khan
- Gabbar Singh Negi
- Karanbahadur Rana
- Mir Dast
- E. Jotham
- F. C. Booth
- W. F. Faulds
- Badlu Singh
- G. C. Wheeler
- Chatta Singh
- Gobind Singh
- W. A. Bloomfield
- Shahamad Khan
- Darwan Singh Negi

### Cruces Jorge de la Segunda Guerra Mundial
- Pir Khan
- S. Latutin
- Kirpa Ram
- Ditto Ram
- St J. G. Young
- H. P. Seagrim
- Islam-ud-Din
- Subramanian
- Abdul Rehman
- Matreen Ahmed Ansari
- Mahmood Khan Durrani
- Noor Inayat Khan

### Cruces Victoria de la Segunda Guerra Mundial
- Ali Haidar
- G. R. Norton
- Nand Singh
- Chhelu Ram
- E. C. T. Wilson
- Richpal Ram
- A. E. Cumming
- Namdeo Jadhao
- Ram Sarup Singh
- Parkash Singh
- Bhanbhagta Gurung
- Netrabahadur Thapa
- Premindra Singh Bhagat
- E. Swales
- Sher Shah
- N. G. Leakey
- Gaje Ghale
- M. Allmand
- Abdul Hafiz
- Agansing Rai
- Bhandari Ram
- Thaman Gurung
- Parkash Singh
- Yeshwant Ghadge
- Sherbahadur Thapa
- Sefanaia Sukanaivalu
- Fazal Din
- F. G. Blaker
- Gian Singh
- Kamal Ram
- C. Raymond
- Ganju Lama
- Umrao Singh
- J. D. Nettleton
- Q. G. M. Smythe
- Tul Bahadur Pun
- Lalbahadur Thapa
- Lachhiman Gurung
- Karamjeet Singh Judge

## Planificación, construcción e inauguración

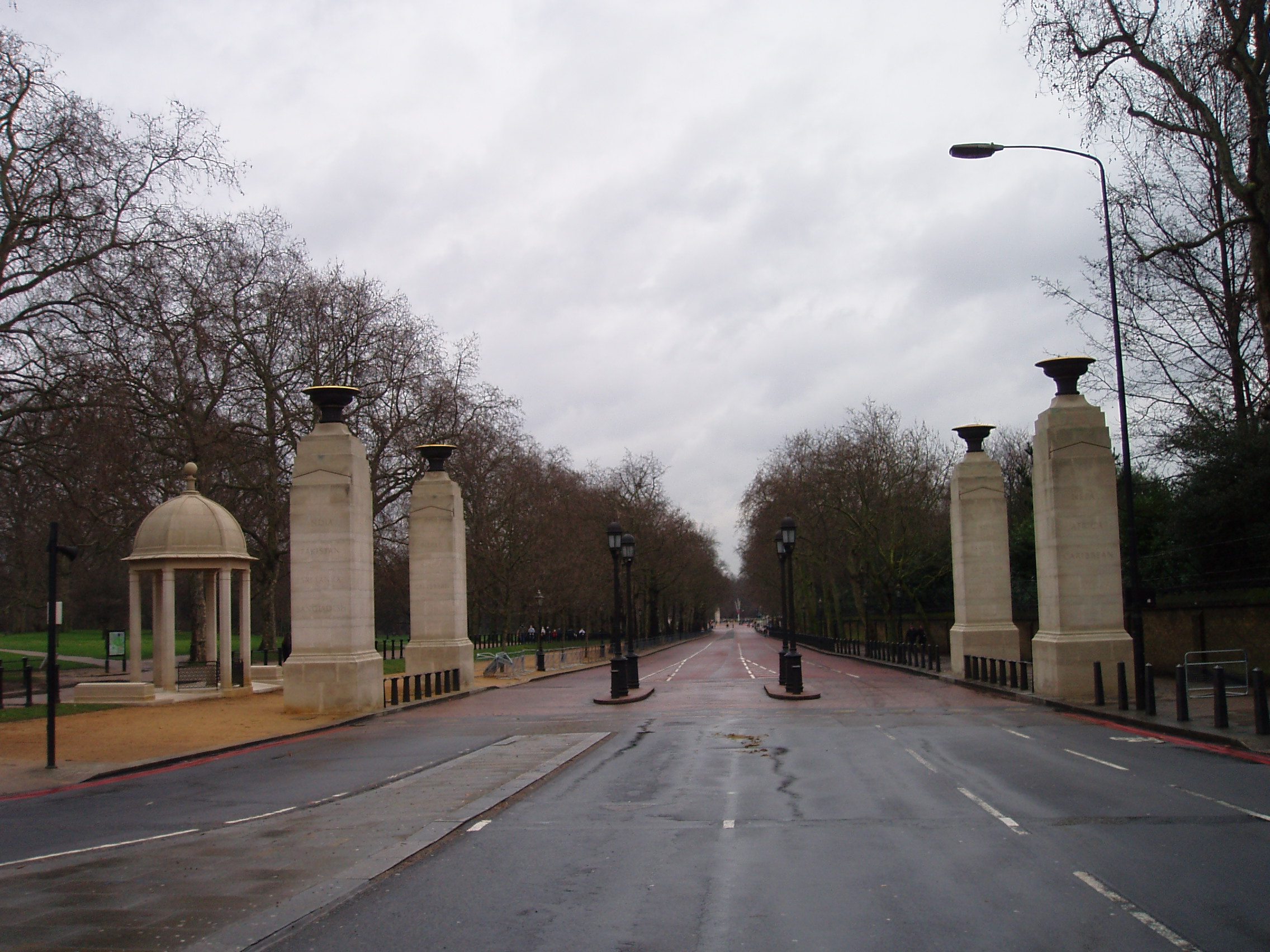
El memorial en Constitution Hill.

El proyecto del memorial fue concebido por el Memorial Gates Trust. Tal y como consta en una inscripción del memorial, el mecenas inaugural del fideicomiso fue el entonces príncipe Carlos, y los fideicomisarios inaugurales fueron Lord Inge, Lord Sandberg, el vizconde Slim, Neil Thorne, Lord Weatherill, la baronesa Flather, Khalid Aziz, Lakshmi Niwas Mittal, Harpinder Singh Narula (presidente), Gulam Noon y Anwar Pervez.
Los arquitectos fueron Liam O'Connor Architects and Planning Consultants. La financiación procedió de la National Lottery, a través de la Millennium Commission. La construcción de las Memorial Gates empezó el 1 de agosto de 2001 y tienen una inscripción que recuerda este evento, grabada en la primera piedra que fue colocada. Esta inscripción afirma que la piedra fue colocada por la reina madre Isabel. La empresa contratada para construir el memorial fue Geoffrey Osborne Ltd. y los canteros fueron CWO Ltd.
Los pilares son de piedra de Pórtland y cada uno de ellos está coronado por una urna de bronce con llama de gas, que son encendidas en ocasiones especiales como el Domingo del Recuerdo, el Día del Armisticio y el Día de la Mancomunidad. Las Memorial Gates fueron inauguradas el 6 de noviembre de 2002 por la reina Isabel II y tienen una inscripción que afirma que esto tuvo lugar en el año del jubileo de oro de su reinado.